# Darīhak
Darīhak (persiska: دریهک) är en ort i Iran.   Den ligger i provinsen Khuzestan, i den centrala delen av landet, 600 km söder om huvudstaden Teheran. Darīhak ligger 15 meter över havet och antalet invånare är 428.
Terrängen runt Darīhak är mycket platt. Runt Darīhak är det ganska tätbefolkat, med 62 invånare per kvadratkilometer. Närmaste större samhälle är Soveyreh, 12,0 km norr om Darīhak. Trakten runt Darīhak är ofruktbar med lite eller ingen växtlighet.